# 迪士尼綫
迪士尼綫（英語：Disneyland Resort Line）；前稱竹篙灣鐵路（英語：Penny's Bay Rail Link），全綫位於香港新界荃灣區（大嶼山東北部），連接陰澳打水灣的欣澳站與竹篙灣香港迪士尼樂園度假區的迪士尼站，屬旅客捷運系統。

## 歷史
迪士尼綫原稱「竹篙灣鐵路綫」，建築成本原本為26億元，最後減至20億元。本綫工程於2002年底動工興建，是為配合香港迪士尼樂園而建；2005年4月竣工，欣澳站於2005年6月1日啟用，全綫於2005年8月1日正式通車。首班車於早上6時15分開出。民建聯在迪士尼綫通車當日在迪士尼站進行乘客意見問卷調查，部分人士擔心迪士尼綫車廂座椅採用絲絨座椅容易變得骯髒。
自屯馬綫一期於2020年2月14日啟用後，本綫是港鐵目前唯一一條只服務單一行政分區的重鐵路綫。本綫曾因應疫情而於2020年4月10日至6月16日期間暫停營運，是港鐵首條因新冠肺炎疫情而暫停的本地路綫。港鐵同時安排了接駁巴士行走來往欣澳及迪士尼站，以接載受影響乘客，惟需另行收費。直至同年6月17日，迪士尼綫重新營運。
由於爆發2019冠状病毒病第三波疫情後，香港迪士尼樂園在7月15日，再次關閉，迪士尼綫再次調整班次，繁忙時間及非繁忙時間更改為20分鐘一班，直至疫情緩和為止。

### 年表
- 2001年1月23日：政府將竹篙灣鐵路刊憲。
- 2002年：迪士尼綫開工。
- 2005年6月1日：欣澳站啟用。
- 2005年8月1日：迪士尼綫通車，迪士尼站啟用。

## 概要
全長3.5公里，行車時間5分鐘，是港鐵系統最短的重鐵路綫。本綫只有3列列車，是港鐵系統中列車數量最少的路綫，列車停泊和維修與機場快綫、東涌綫共用小蠔灣車廠，是港鐵系統中唯一不設中途站以及車廠設於路綫範圍以外的本地重鐵路綫。本綫是原地鐵系統以及整個港鐵系統目前唯一完全位於新界區內以及只在單一行政分區（荃灣區）行走的重鐵路綫；也是兩鐵合併前，地鐵最後一條通車的路綫。
迪士尼綫由欣澳站3號月台作起點，路綫首先穿過北大嶼山公路橋底，通過850米長的大陰頂隧道，穿過竹篙灣公路橋底，繞過迪欣湖，再下穿神奇道，到達香港迪士尼樂園北面的迪士尼站作終點站。迪士尼綫在路綫圖中以粉紅色代表。迪士尼綫中的「迪」字的辵字邊是兩點，並非慣用的一點。
此路綫為香港第二條無人駕駛鐵路（首條為香港國際機場旅客捷運系統），亦是香港第二條以重型鐵路規格興建的中型鐵路（首條為馬鞍山鐵路，目前已納入為屯馬綫的一部分）。
轉乘指示牌方面，東涌綫月台會標示「往東涌/香港及迪士尼綫」。本綫只在欣澳站和東涌綫連接。
每逢公眾假期，迪士尼綫與機場快綫一樣，不會跟隨其他路綫加強班次及提供通宵列車服務。

## 廣播聲帶
與港鐵其他的列車廣播聲帶不同，為了配合迪士尼的主題，在列車開出的中段至到站，先播一段音樂，然後會順著由粵語、普通話至英語廣播一段內容。配音則和市區綫一樣，分別由陳如茵（粵語及英語）和王欣（普通話）負責。
從欣澳站至迪士尼站的廣播大致如下：

中段：歡迎乘搭迪士尼綫。
　　　欢迎乘搭迪士尼綫。

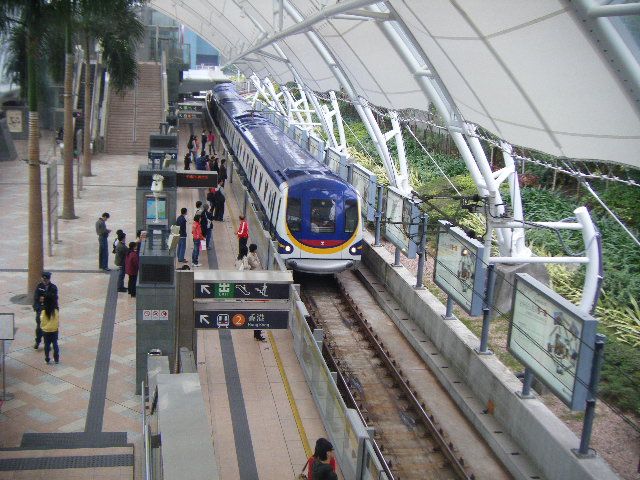
一列迪士尼綫列車正駛進欣澳站3號月台

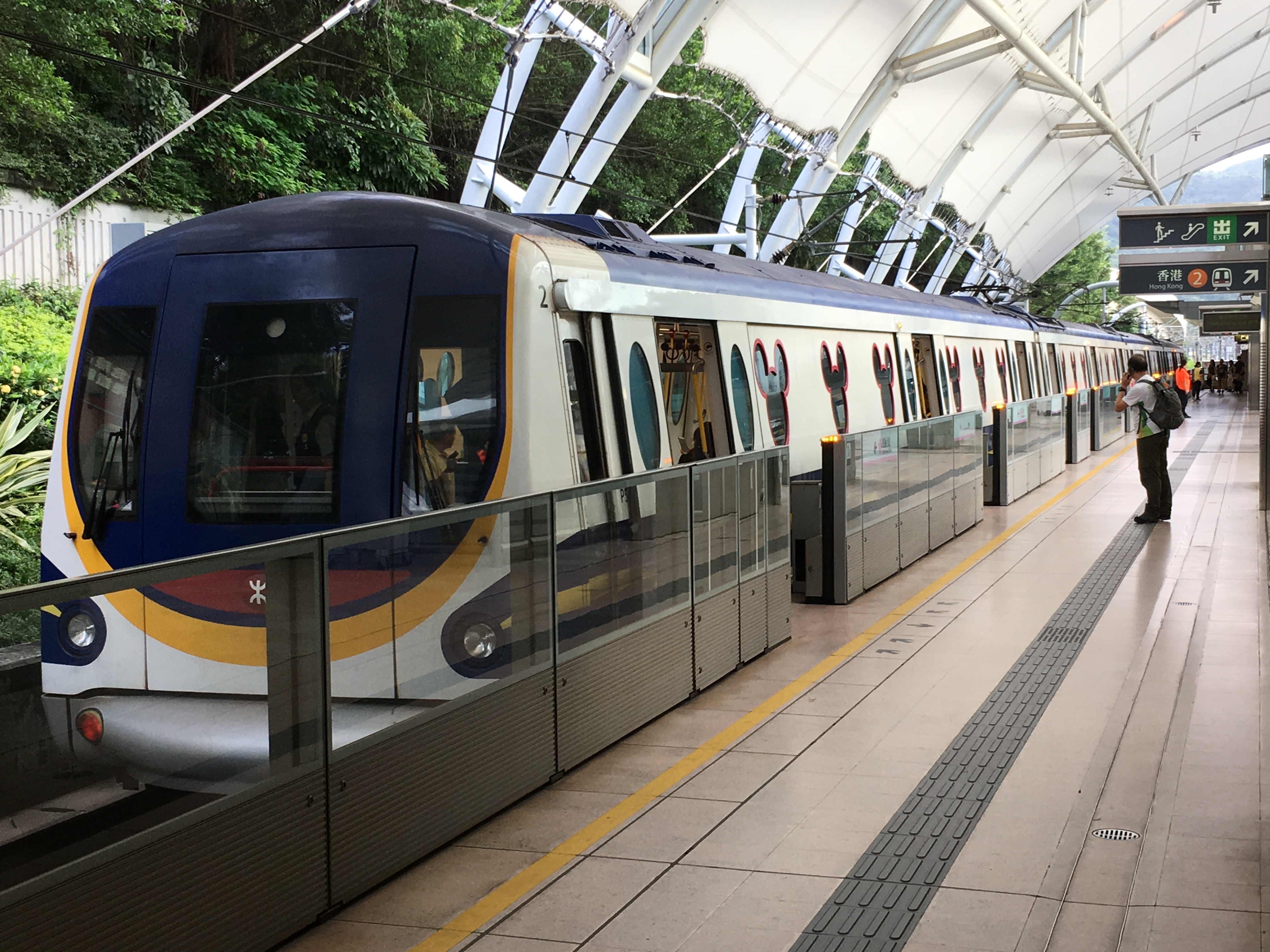
一列迪士尼綫列車在欣澳站3號月台上落客

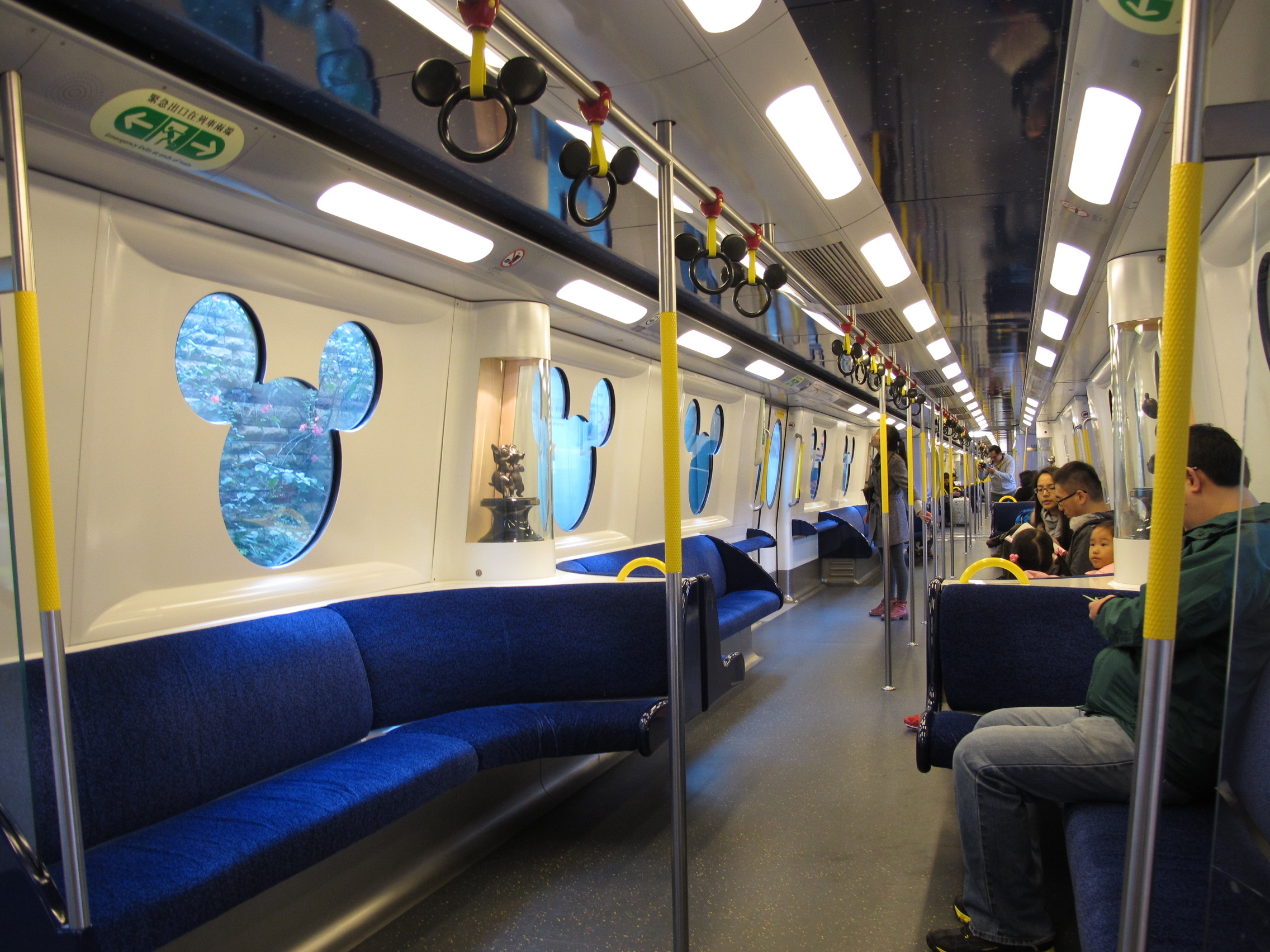
港鐵迪士尼綫的車廂內貌

　　　Welcome to the Disneyland Resort Line.
　　　我哋即將帶你進入香港迪士尼樂園嘅奇妙世界。
　　　我们即将带你进入香港迪士尼乐园的奇妙世界。
　　　We will soon arrive at the magical world of Hong Kong Disneyland.
到站：迪士尼站，祝大家有奇妙嘅一天。
　　　迪士尼站，祝大家有奇妙的一天。
　　　Disneyland Resort Station. Have a magical day!

從迪士尼站至欣澳站的廣播大致如下：

中段：歡迎乘搭迪士尼綫。
　　　欢迎乘搭迪士尼綫。
　　　Welcome to the Disneyland Resort Line.
　　　我哋即將帶你返去現代化嘅香港。
　　　我们即将带你回到现代化的香港。
　　　We now bring you back to the modern city of Hong Kong.
到站：欣澳，乘客可以喺呢個充滿時代感嘅車站轉乘東涌綫。
　　　欣澳，乘客可以在這個充滿時代感的車站換乘東涌綫。
　　　Sunny Bay. The futuristic gateway to the Tung Chung Line and modern Hong Kong.
　　　多謝乘搭迪士尼綫。
　　　谢谢乘搭迪士尼綫。
　　　Thank you for travelling on the Disneyland Resort Line.

## 迪士尼綫全日通（已停售）
特別設計的迪士尼綫全日通，共有兩款設計，分別以米奇老鼠和米妮老鼠為主題，而在2008年9月28日起設計將會不時更換。乘客可於購票後六個月內，由首次使用起至迪士尼綫尾班車完結為止無限次乘搭港鐵來回迪士尼站（機場快綫、輕鐵、東鐵綫頭等、港鐵巴士及港鐵接駁巴士除外，亦不適用於尖沙咀站／尖東站轉綫）。迪士尼綫全日通售價為每款HK$50，於機場快綫及港鐵各站之客務中心有售。
（註：來回迪士尼站車程包括羅湖及落馬洲站。另馬場站沒有迪士尼綫全日通車票發售。）
由於車票自2005年推出以來，其銷售情況一直未如理想，加上港鐵跟香港迪士尼樂園套票合作協議於2011年完結，以及調整對香港居民的推廣車票優惠，因此迪士尼綫全日通已於2011年7月15日起停售，不過已購買「迪士尼綫全日通」的乘客，其車票仍然繼續有效（於2011年7月14日最後一日發售的「迪士尼綫全日通」，其六個月有效期直至2012年1月14日止），而由2012年1月15日起，所有未使用的「迪士尼綫全日通」已於當日起全部失效。

## 路綫資料
- 站數：2個
- 軌距：1,432mm
- 雙綫區間：迪欣湖（近迪欣路）
- 電化區間：全綫（直流1,500V）
- 閉塞方式：車內訊號閉塞式（LZB及無人駕駛）
- 列車行駛速度：最高80公里每小時

## 車務資訊
- 列車行駛速度：最高70公里每小時，平均55公里每小時
- 載客量：每部列車有4卡車廂（預留擴編空間），每卡可載客180人
- 系統特性：當下雨時安全系統設有車速限制慢速行駛，非繁忙時段為12分鐘一班，繁忙時段為6分鐘一班直至下雨後回復正常
- 班次：

| 時段           |  | 班次             | 列車數量 |
| -------------- |  | ---------------- | -------- |
| 繁忙時段       |  | 4.5分鐘（270秒） | 2        |
| 非繁忙時段     |  | 10分鐘           | 1        |
| (雨天)非繁時段 |  | 12分鐘           | 1        |
| (雨天)繁忙時段 |  | 6分鐘            | 2        |

註：本綫的繁忙時段是指每日迪士尼樂園開園時及晚上樂園關閉前，與其他路綫的繁忙時段設定時間不同。

## 乘客量
作為香港迪士尼樂園對外連接的最直接途徑，本綫幾乎囊括所有來往迪士尼樂園的本地居民和工作人員，但由於前往迪士尼樂園的本地居民不多，而旅行團一般會以旅遊巴接載旅客到樂園，因此本綫在樂園夜間巡遊表演完結前絕少出現擠迫情況。
根據港鐵向香港立法會提交的文件披露，本綫最繁忙時段載客率在2014年和2015年分別為26%及32%（以車廂每平方米站立4人計算）。

## 列車編組
迪士尼綫的列車全綫採用3列於1994-1998年購入的英國製都城嘉慕電動列車第3代車卡，並於2002年12月至2005年5月把車廂內外改裝成富有迪士尼特色。而迪士尼綫是港鐵路綫中第3條使用SelTrac訊號系統（第1條為西鐵綫，第2條為馬鞍山綫，兩者已經合併為屯馬綫）和首條無人駕駛的重型鐵路路綫，全綫以4卡列車行走，每卡可載180人，其中48個為座位。以班次為每4至10分鐘一班計算，繁忙時間每小時可應付達1萬人次。根據港鐵資料，如未來迪士尼綫應付不到香港迪士尼樂園的人流，迪士尼綫的列車將會由現有的4卡列車可能會增加至6卡，限於迪士尼站月台空間長度限制，所以最長只可容納6卡車。

### 列車數量
本綫雖然有3列列車，但於繁忙時間，也只會派出兩列列車行走，其餘一列停泊於車廠。至於非繁忙時間，則只會派出一列列車行走，一列繼續停泊車廠，另一列則停泊於迪欣湖近迪士尼站的側線，除非有列車故障，否則將不會從車廠調動列車。
另外，由於本綫有很多路段均為單線，故當發生信號故障（尤其是雙線區的轉轍器）時，港鐵基本上都只會安排一列列車行走。

### 列車簡介
迪士尼綫列車改裝後的外形設計簡潔而現代化，窗戶是米奇老鼠頭形狀，並以紅邊作裝飾。車身方面，則由金色彩帶及星粉圖案點綴。車廂內的牆身，塗滿了藍、紅、黃、紫等各種鮮艷色彩，天花也滿佈繁星圖案。座位方面，是藍色布料的弧形設計梳化。此外，車廂內設有米奇老鼠、米妮老鼠、唐老鴨等等16個迪士尼卡通人物的銅像，亦貼有一些關於華特迪士尼的懷念相片。至於扶手，也是米奇老鼠頭形狀。為了防止有人偷取，連接扶手的膠帶採用軍用物料。
- 迪士尼綫列車的駕駛室
- 未完全上色的迪士尼綫車廂
- 停放在迪欣湖旁的車廂

## 車站設計
欣澳站及迪士尼站同樣採用天幕式設計，以便自然通風及善用自然光，亦可營造開揚的感覺。欣澳站以未來世界為主題，具科幻感及未來感。迪士尼站則採用19世紀維多利亞時代風格。乘客乘搭迪士尼綫，就像穿梭時光隧道一樣。
- 欣澳站
- 迪士尼站

## 事故
2011年12月6日，迪士尼綫因雙線區的轉轍器發生故障，導致列車班次需要十分鐘一班。
2022年4月5日，迪士尼綫因欣澳站與迪士尼站之間的一個路段電力系統出現跳掣。當時一列列車部分車卡已經進入迪士尼站月台，車務控制中心安排車上大約30名乘客經列車較前車廂落車。受事件影響，迪士尼綫列車服務暫停。由於需要更換受損的架空電纜設備，迪士尼綫受影響時間較預期長，估計修復工作需要到黃昏時段。期間，港鐵安排免費接駁巴士，來往欣澳站與迪士尼站，接載受影響乘客。晚上7時，迪士尼綫的架空電纜臨時復修工作已大致完成，於晚上7時半陸續回復列車服務。

## 未來發展
港鐵宣布，本線將引入3列由中車青島四方機車車輛股份有限公司製造的全新四卡車廂新型列車，配備電池驅動，同時更換信號系統，目標在2028年投入服務。新列車將可在無架空電纜的情況下行駛，以便列車運作時更具彈性。新信號系統將採用新式車與車之間通訊的技術，並由交控科技提供，合約金額為1.8億港元。

## 車站列表
| 站名     | 站名     | 轉乘路綫 | 所在行政區域 | 通車日期     |
| 迪士尼綫 | 迪士尼綫 | 迪士尼綫 | 迪士尼綫     | 迪士尼綫     |
| -------- | -------- | -------- | ------------ | ------------ |
|          | 欣澳     | 東涌綫   | 荃灣區       | 2005年8月1日 |
|          | 迪士尼   | -        | 荃灣區       | 2005年8月1日 |
| 论 编    |          |          |              |              |

## 外部連結
- 香港鐵路大典上的相关条目：迪士尼綫